# جشن هزاره فردوسی در برلین
جشن هزاره فردوسی در برلین مراسمی بود که در تاریخ ۲۷ سپتامبر ۱۹۳۴ به مناسبت هزارمین سالگرد زادروز فردوسی، شاعر و حماسه سرای بزرگ ایرانی، در برلین و زیر نظر وزارت فرهنگ و علوم آلمان برگزار شد. این مراسم در استقبال از آیین‌های هزاره فردوسی در ایران برگزار می‌شد. محل برگزاری مراسم مؤسسه باستان‌شناسی آلمان، و سخنران اصلی این مراسم هانس هاینریش شدر بود. گزارشی از این جشن در نشریه انجمن شرق‌شناسی آلمان در سال ۱۹۳۴ چاپ شد.

## اجرای مراسم
در ابتدای مراسم ابتدا دکتر ویگاند رئیس انستیتو باستانشناسی سخنرانی در رابطه با فرهنگ ایرانی و بخصوص شعر و حماسه‌های پارسی انجام داد و حماسه‌های ایرانی را با حماسه‌های اروپایی و آلمانی مقایسه کرد. بعد از آن دکتر فالن معاون وزیر علوم از طرف دکتر روست، وزیر فرهنگ، سخنرانی را به ستایش فردوسی و فرهنگ ایران ایراد نمود. همچنین در این سخنرانی از دوستی آلمان و بخصوص حزب ملی سوسیالیست کارگران آلمان با ایرانیان و فرهنگ غنی این کشور صحبت کرد و از اعلام کرد که فرهنگ ایرانیان باستان با آلمانی‌ها بسیار نزدیک است و هر دو از نژاد آریایی هستند. وی اعلام کرد که دولت آلمان نازی و حزب ملی سوسیالیست کارگران آلمان با تمام ملت‌های شرقی دوست است و علاقه‌مند است که فرزندان ملل شرقی به آلمان بیایند و در دانشگاه‌های آلمان تحصیل کرده و با فرهنگ آلمانی آشنا شوند. وی گفت ما می‌خواهیم اتباع کشورهای شرقی که در آلمان تحصیل می‌کنند احساس راحتی کنند گویی که در کشور خود هستند. دکتر فالن از رضا شاه و اقدامات فرهنگی وی مثل ساخت دانشگاه و مدارس بسیار تمجید کرد و او را رهبری بزرگ برای ملت ایران و دوست ملت آلمان اعلام کرد. در خاتمه فالن نهایت خوشحالی خود و ملت آلمان را از برگزاری جشن گرامیداشت فردوسی در برلین اعلام کرد و از همه حاضران خواست تا همراه او بر رضاشاه درود بفرستند.
پس از آن پروفسور هانس هاینریش شدر یکی از ایرانشناسان سخنرانی را با عنوان فردوسی و آلمانی‌ها ایراد نمود. وی اجرای این مراسم را تلاش آلمانی‌ها برای درک فرهنگ مردم شرقی دانست. در پایان نیز نماینده دولت شاهنشاهی ایران، ابولقاسم خان نجم سخنرانی کرد و سخن فردوسی در مورد تاریخ ایران باستان را به عنوان نقطه مشترک فرهنگ‌ها ذکر کرد و تأکید کرد که نام ایران به معنی سرزمین آریاییها است.

## فردوسی و آلمانیها
پروفسور هانس هاینریش شدر در این مراسم سخنرانی تاریخی با عنوان فردوسی و آلمانیها در ستایش فردوسی و شباهت داستان ملت آلمان با حماسه‌های شاهنامه فردوسی ایراد کرد. "شدر" در خطابه خود با عنوان  'در سکوت تنهايی فردوسی' نخست از زندگی و شخصيت فردوسی و چگونگی آفرينش شاهنامه و نيز ويژگی‌‌های آن می‌گويد. در بخش دوم، پس از اشاره به ‌آشنايی آلمانی‌‌ها با ادبيات مشرق زمين، نخستين ترجمه‌‌های شاهنامه به ‌آلمانی را برمی‌شمارد و سپس به ‌معرفی و بررسی چند ترجمه‌ مهم از شاهنامه که تا آن زمان به ‌زبان آلمانی صورت گرفته بود، می‌پردازد.